# Parque natural de Sierra Mágina
El Parque natural de Sierra Mágina es un espacio natural protegido español situado en el sur de la provincia de Jaén, Andalucía. Fue declarado parque natural en 1989 y protege una superficie de 19 962 ha.
Caracterizado por su gran belleza paisajística, refugio de una valiosa flora mediterránea y de interés etnológico. Se trata de un parque natural relativamente tranquilo y apacible, conformado por 9 municipios  dispuestos de forma circular en torno al abrupto macizo montañoso de Sierra Mágina.

## Régimen de protección
El parque natural de Sierra Mágina fue aprobado por la ley 2/1989, de 18 de julio, por la que se aprueba el Inventario de Espacios Naturales Protegidos. Además, se establecen las medidas adicionales en la Ley 42/2007, del Patrimonio Natural y de la Biodiversidad. Según la clasificación establecida por la UICN, esta figura corresponde a la categoría V de Paisaje Terrestre Protegido.  Destacar el Decreto 202/2018, de 30 de octubre, por el que se aprueba el II Plan de Desarrollo Sostenible del parque natural de Sierra Mágina y su área de influencia socioeconómica y el Programa Operativo Horizonte 2020.

Desde 2003, está incluido en el Inventario de Espacios Naturales Protegidos de Andalucía como Zona de Especial Protección para las Aves (ZEPA). En 2012, fue declarado Zona Especial de Conservación (ZEC). Se gestiona por el Plan Rector de Uso y Gestión (PRUG) de 2012 y el Plan de Ordenación de Recursos Naturales (PORN) aprobado en Decreto 57/2004, de 17 de febrero.

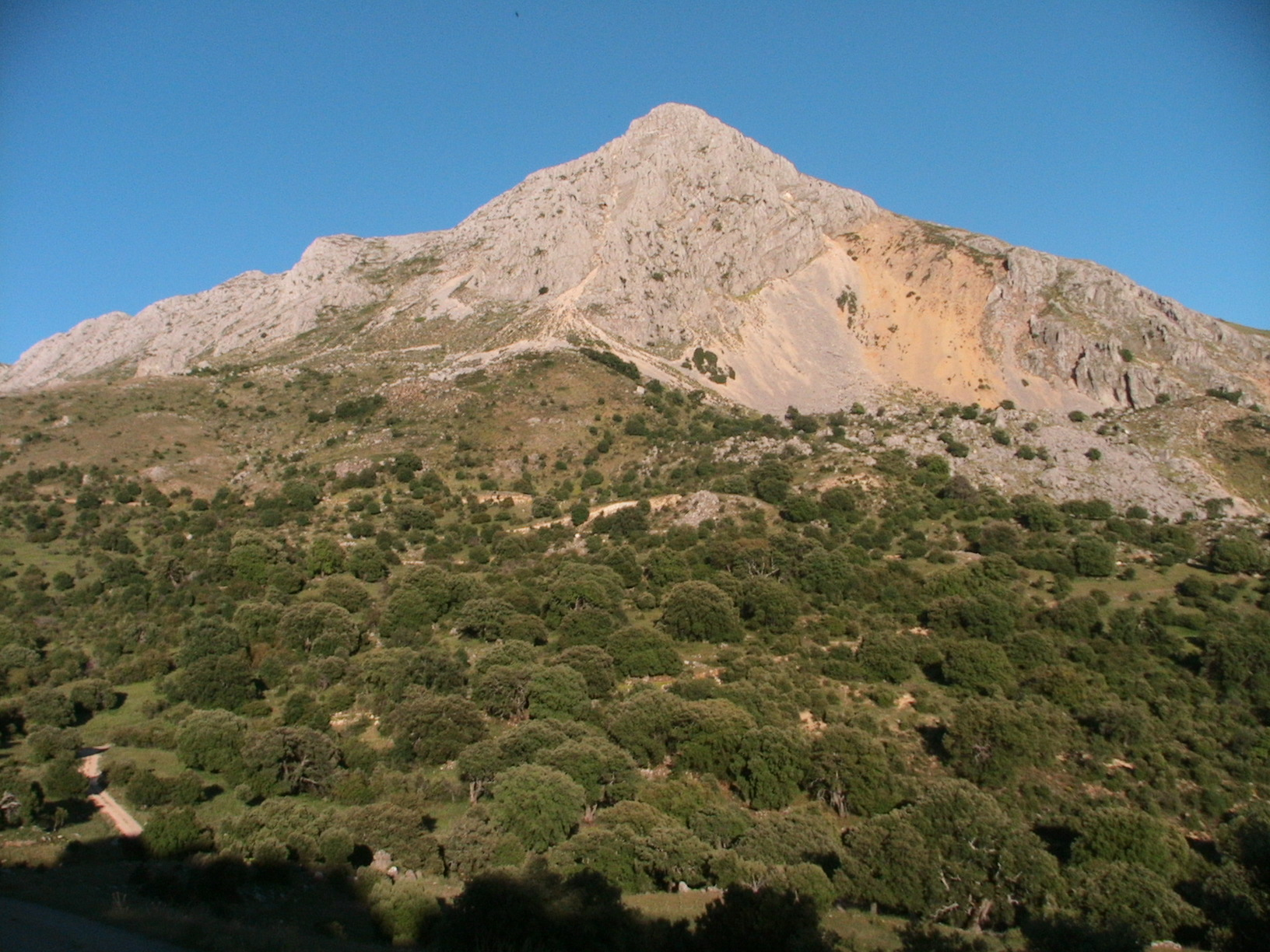
Peña de Jaén

## Ámbito territorial
Ocupa una extensión de 19 961 hectáreas y ocupa los términos municipales de Albanchez de Mágina, Bedmar y Garcíez, Bélmez de la Moraleda, Cambil, Huelma, Jimena, Jódar, Pegalajar y Torres, todos ellos pertenecientes a la Comarca de Sierra Mágina. Otros municipios que se incluyen en el área de influencia del parque natural pero sin superficie protegida son: Cabra de Santo Cristo, Campillo de Arenas, Cárcheles, La Guardia de Jaén, Larva, Mancha Real y Noalejo.
De las 19 961 hectáreas que abarca, el 20% de la superficie se destina a usos agrícolas. El bosque ocupa el 36%, el matorral un 34% y pastos un 10%.

## Características físicas del medio

### Topografía
Es una orografía abrupta que presenta desniveles de más de mil metros
en algunas de sus laderas como el barranco del Gargantón en Bélmez, la ladera Sur del pico Almadén o el Aznaitín.

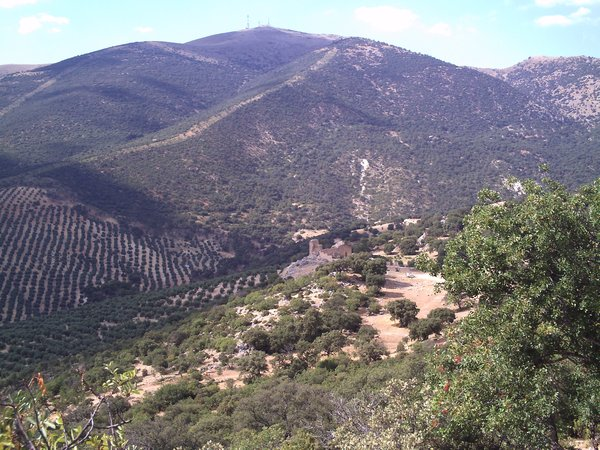
Pico Almadén

Las alturas del parque se sitúan entre los 600 m s. n. m. del río Cuadros y los 2167 del Pico Mágina. Otras cumbres importantes de la sierra son la Peña de Jaén (2147 m s. n. m.), Miramundos 2077 m s. n. m., Cerro Cárceles (2061 m s. n. m.), Pico Almadén (2036 m s. n. m.), Peña Grajera (2014 m s. n. m.), Cerro Ponce (2006 m s. n. m.), Aznaitín (1745 m s. n. m.), Monteagudo (1614 m s. n. m.), Cerro de Enmedio (1550 m s. n. m.) y Carluca (1445 m s. n. m.).

### Geología
La Sierra de Mágina, sobre cuyo núcleo se articula el parque natural, pertenece a la Cordillera Subbética.
La sierra es caliza con materiales de sedimentación marina. Se dan formaciones geomorfológicas de interés paisajístico como pliegues, fallas, lapiaces, torcales y dolinas. 

### Clima
Hay oscilaciones en cuanto a temperatura y humedad en función de la altura y la orientación dentro de la sierra. En general se da un clima mediterráneo continentalizado con inviernos fríos (6º a 8 °C). Las lluvias se dan en primavera y otoño y los veranos son calurosos. La pluviosidad oscila entre los 350-700 mm con una acusada variación anual dando lugar a frecuentes los ciclos de sequía. Ahora bien, la zona sur del parque natural es diferente por tener un clima mediterráneo de media montaña, con una precipitación media anual de 900mm y temperaturas medias entre 12 y 14 grados centígrados.  
La pluviometría desciende cuanto más hacia el este del parque natural, al producirse el efecto föhn, de manera que cuando los frentes borrascosos que provienen del Atlántico van avanzando por la sierra, el aire va perdiendo humedad y sube su temperatura.

### Hidrografía
En el parque encontramos abundantes nacimientos, arroyos encajados en los barrancos y ríos favorecidos por la naturaleza caliza del macizo de Sierra Mágina. La lluvia se filtra hacia los acuíferos del subsuelo y mana al llegar a una capa de arcilla impermeable. Destaca paisaje fluvial sobresaliente del río Bedmar con el adelfal de Cuadros.

## Flora

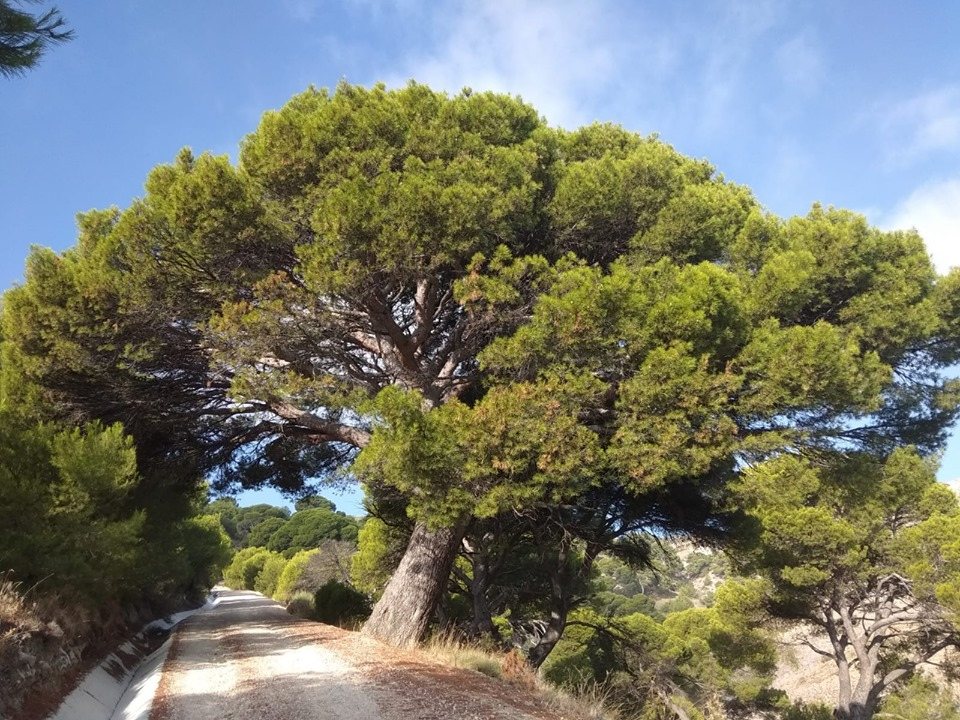
Monumento Natural de Pinar de Cánava

Dependiendo del piso bioclimático encontramos vegetación de ribera con chopos y galerías de cañizo, adelfales como el de río Cuadros y lentisco. A medida que se sube en altura se encuentran bosques de pino, encinares, quejigos, acerales y arbustos como el enebro y la coscoja. En otoño es interesante el cambio de tonalidad de la colonia de cornicabra. En las zonas de alta montaña se dan enebros y sabinas. El monumento natural del Pinar de Cánava lo constituye un pequeño bosque de pinos carrascos centenarios y de tamaño excepcional.
Las especies endémicas del parque natural son Jurinea fontqueri, Helianthemum frigidarium y Lithodora nitida.

## Fauna
En el parque natural se da la posibilidad de observar la fauna representativa del monte mediterráneo como jabalíes, garduñas, ardillas, zorros, y especialmente cabras monteses. También existe una buena concentración de rapaces, como por ejemplo águila real y el águila de Bonelli (antes águila perdicera), siendo además muy frecuente la presencia de buitre leonado, buitre negro e incluso quebrantahuesos que acuden en busca de comida.

## Actividades deportivas
Se trata de un espacio natural que ofrece la posibilidad de la práctica de deportes de naturaleza como el senderismo, la alta montaña, el trail running (carreras por montaña), escalada, ciclismo (cicloturismo, bicicleta montaña), tiro con arco, orientación y espeleología.

## Turismo

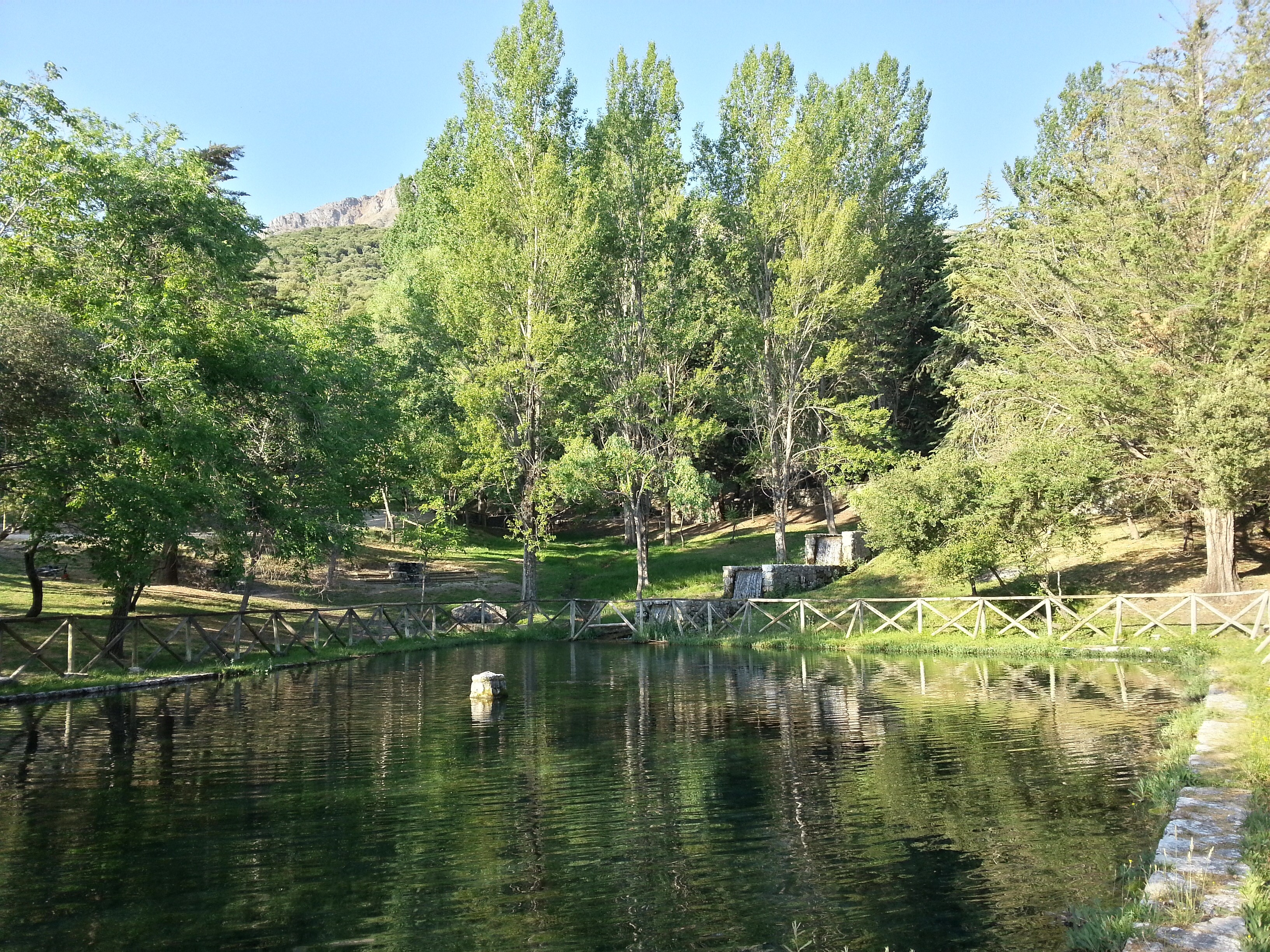
Área Recreativa Fuenmayor

Se pueden realizar un gran número de senderos de uso público, de los que podremos obtener más información en el portal de la Ventana del Visitante de la Junta de Andalucía.
Las rutas propuestas para la visita al parque natural de Sierra Mágina son las siguientesː

### De los Manantiales
En vehículo y a pie, desde Pegalajar al área recreativa de Fuenmayor (Torres). 
El área recreativa Fuenmayor está situada a 7 kilómetros al sur de la localidad de Torres. Este manantial dispone de una fuente con saltos de agua y un gran estanque, en mitad de un paraje rodeado de chopos, encinas, nogales y majuelos de gran tamaño. En el área hay dispuestas antiguas piedras de molino a modo de mesas y taburetes, bajo la sombra de un espeso follaje formado por los árboles ya citados. En cuanto a la flora, por los alrededores del sendero de la Fuenmayor pueden verse encinares, orlas de matorral espinoso, repoblaciones de pino carrasco y laricio, así como cultivos leñosos: olivo, cerezo, almendro, caqui, peral, etcétera, y arroyos en los que aparece la vegetación de ribera. Asimismo, pueden contemplarse vistas de varios de los picos de Sierra Mágina y observar de manera variada un gran número de aves. El sendero de la Fuenmayor pasa junto a la cascada del Zurreón, un salto de agua de gran atractivo cuando las bajas temperaturas lo congelan. Es uno de los pocos saltos de aguas existentes en el parque natural. Además se pueden ver las rastras del cerro Almadén, una de las expresiones geológicas más características de la sierra.

### De Castillos y Torreones

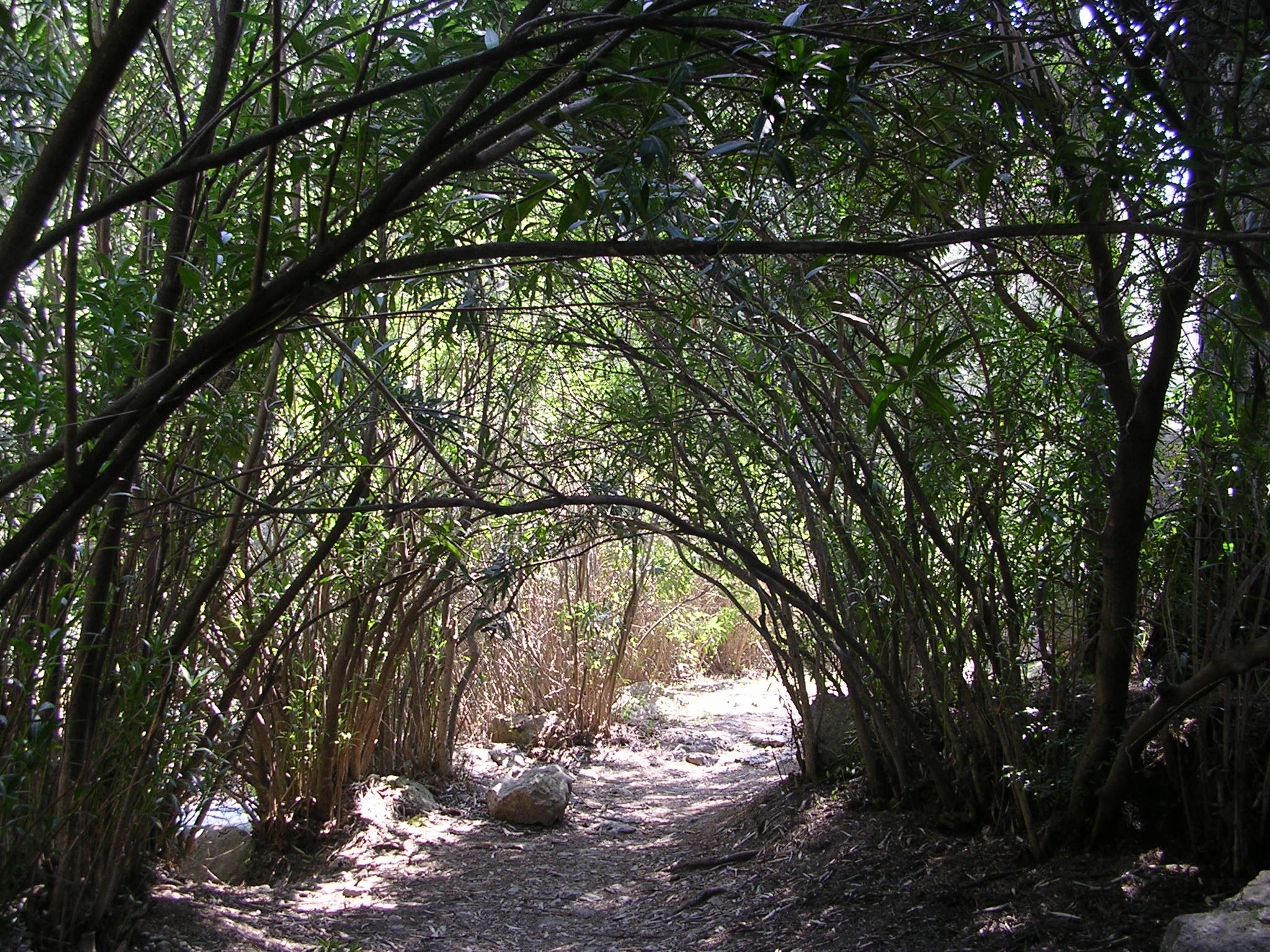
Adelfal del río Cuadros

En vehículo y a pie, desde el Castillo de Jódar al Castillo de Jimena pasando por el área recreativa del río Cuadros y el Castillo de Albanchez de Mágina.
En los aledaños del río Cuadros se encuentra uno de los adelfales naturales probablemente mayores y más importantes de la península ibérica. Las adelfas, al no resistir bien las heladas, se desarrollan en las partes bajas de Sierra Mágina y en zonas en las que hay cursos de agua próximos. Tienen una gran capacidad de rebrote y, si bien son venenosas, constituyen una formación vegetal muy bella, llegando a alcanzar aquí portes arbóreos extraordinarios. A lo largo del sendero del Adelfal de Cuadros se pueden observar también sauces llorones, higueras y otras especies propias de la ribera.

### Por la Alta Montaña de Mágina

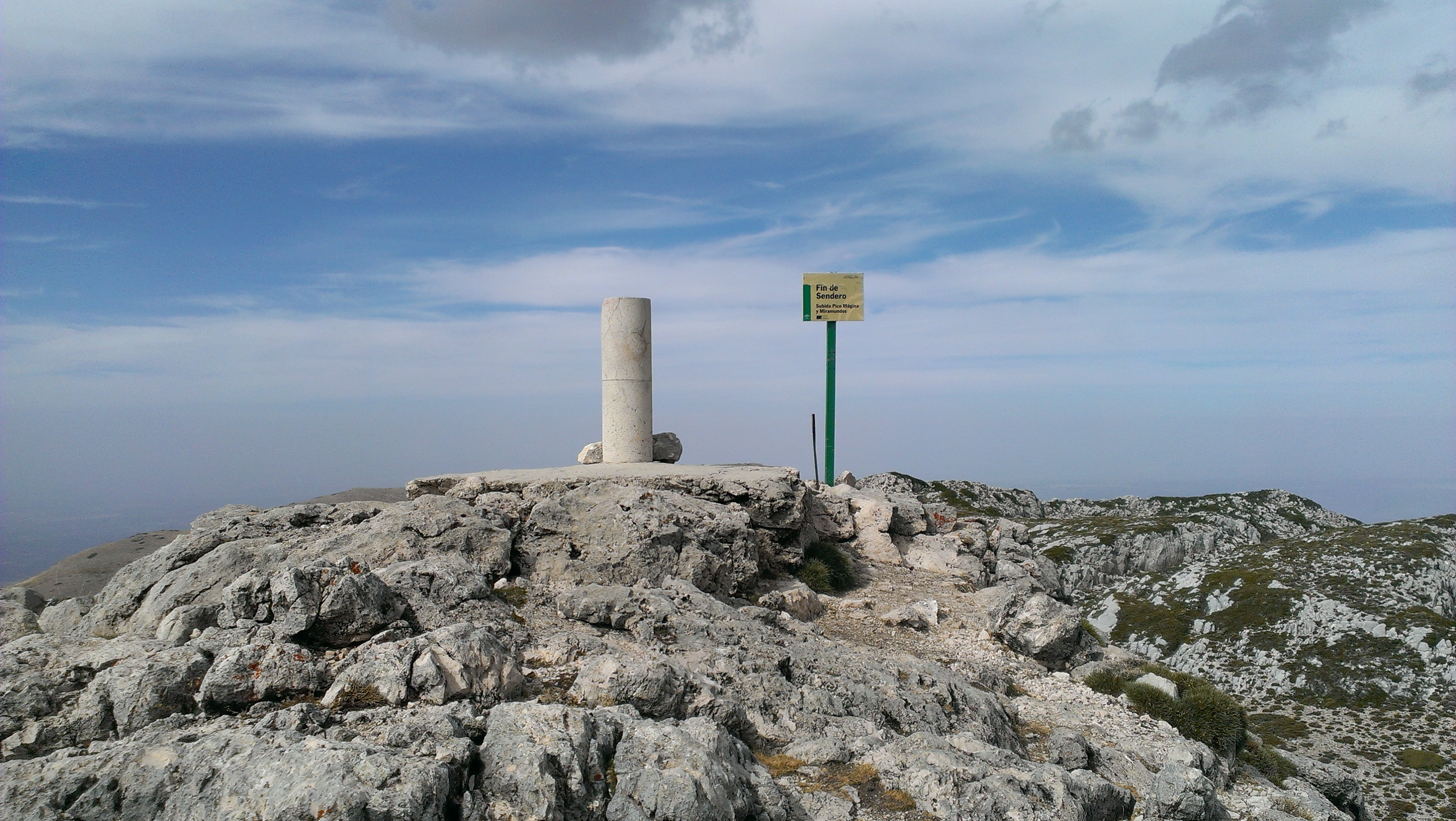
Vértice geodésico Pico Mágina

De senderismo, desde el centro de visitantes de Mata Bejid a Pico Mágina.

### Puerto de La Mata
De senderismo, desde Mata Bejid al Puerto de La Mata.

### De Olivos Eternos
vehículo y a pie, desde el mirador de La Golondrina (Jódar) a Cambil.

## Patrimonio histórico-artístico

### Arquitectura rural

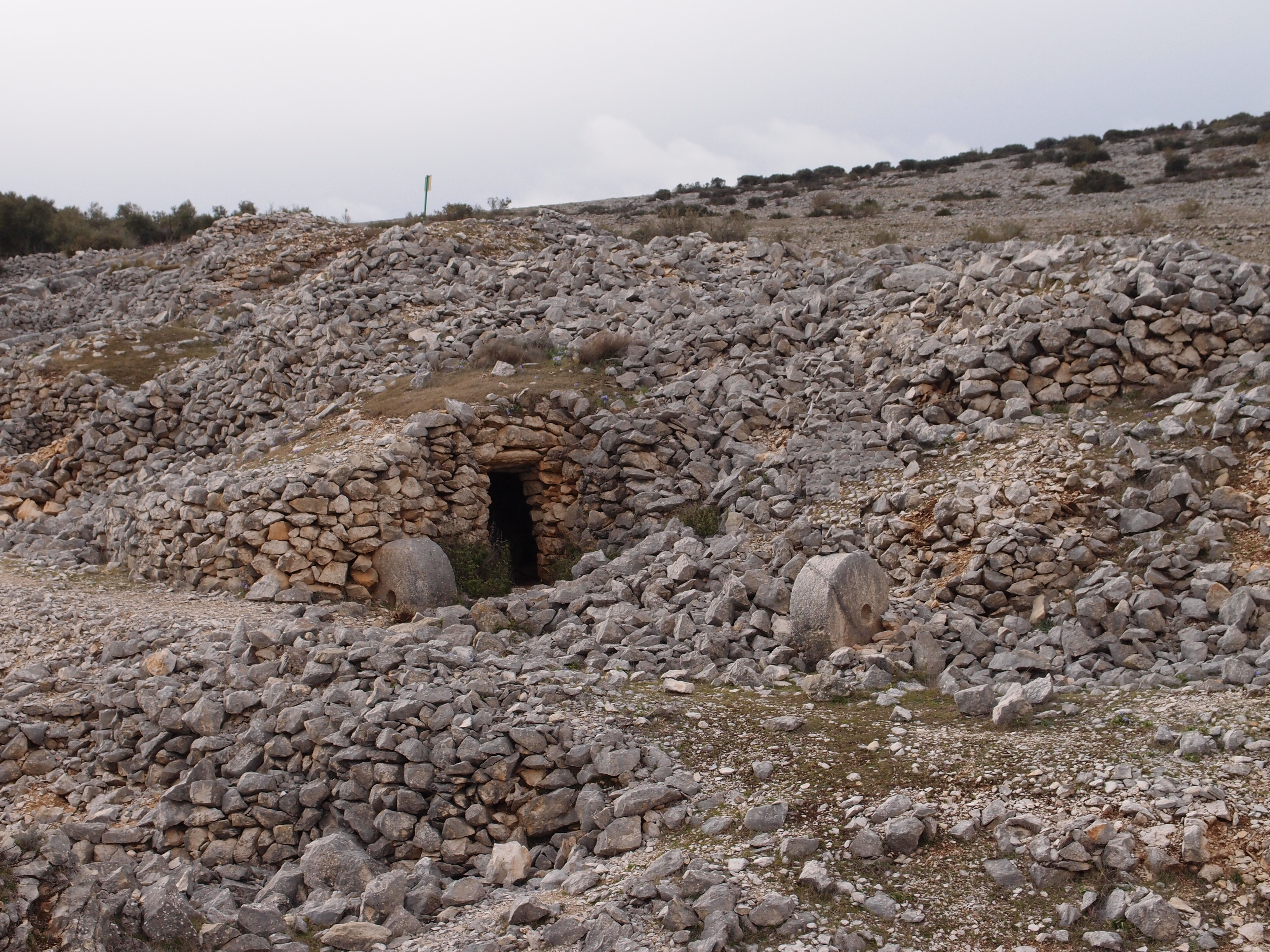
Construcciones en piedra seca de los Caracoles

Para el aprovechamiento del agua se construyeron estructuras hidráulicas destinadas a su almacenamiento y conducción para aprovechamiento en las distintas actividades humanas. Se pueden observar acequias como las del entorno del río Gargantón en Bélmez, albercas en el entorno de Hondacabras en Torres, lavaderos, molinos de rodezno en el río Guadalijar en Huelma y balsas de riego. Diseminados por el entorno del parque natural encontramos cortijos aislados o en hilera y casas cueva en Pegalajar. Relacionados con la ganadería se dan apriscos como el de Cañada de las Cruces y refugios de pastores de la trastermitancia y para la obtención de nieve pozos de nieve en el entorno del Pico Mágina. Del aprovechamiento tradicional del carbón vegetal se observan antiguas carboneras en el Llano de los Vaqueros en Cambil. Las labores del cereal de secano para la obtención de harina y alimento del ganado de la siega y el aventado se realizaban en las eras, que se observan todavía con su empedrado, mediante trillos y horcas. 
Cerca de Jimena se pueden observar las construcciones típicas en piedra seca de canteros y labradores de Los Caracoles. Son de interés etnológico de gran belleza, simplicidad e integración en el paisaje. Se pueden observar en el lugar restos de piedras redondeadas y gruesas llamadas lanchas. Tras ser moldeadas, se empleaban como muelas en los molinos de agua para cereal, así como prensa de aceituna para la molturación y producción de aceite de oliva. Se conservan especialmente bien dos, conocidas como piedra de repasar o remolederos. También se pueden ver bloques de piedra que eran usados para el suelo de los molinos, como solera.

### Patrimonio monumental
Destaca el centro histórico de Albanchez de Mágina y Torres, las empinadas calles de Bélmez de la Moraleda y Bedmar, la sencillez del pueblo de Solera, el trazado urbano de Jimena, Huelma, Cambil y los pueblos más grandes del parque de Jódar y Mancha Real. 

## Cultura popular

### Gastronomía

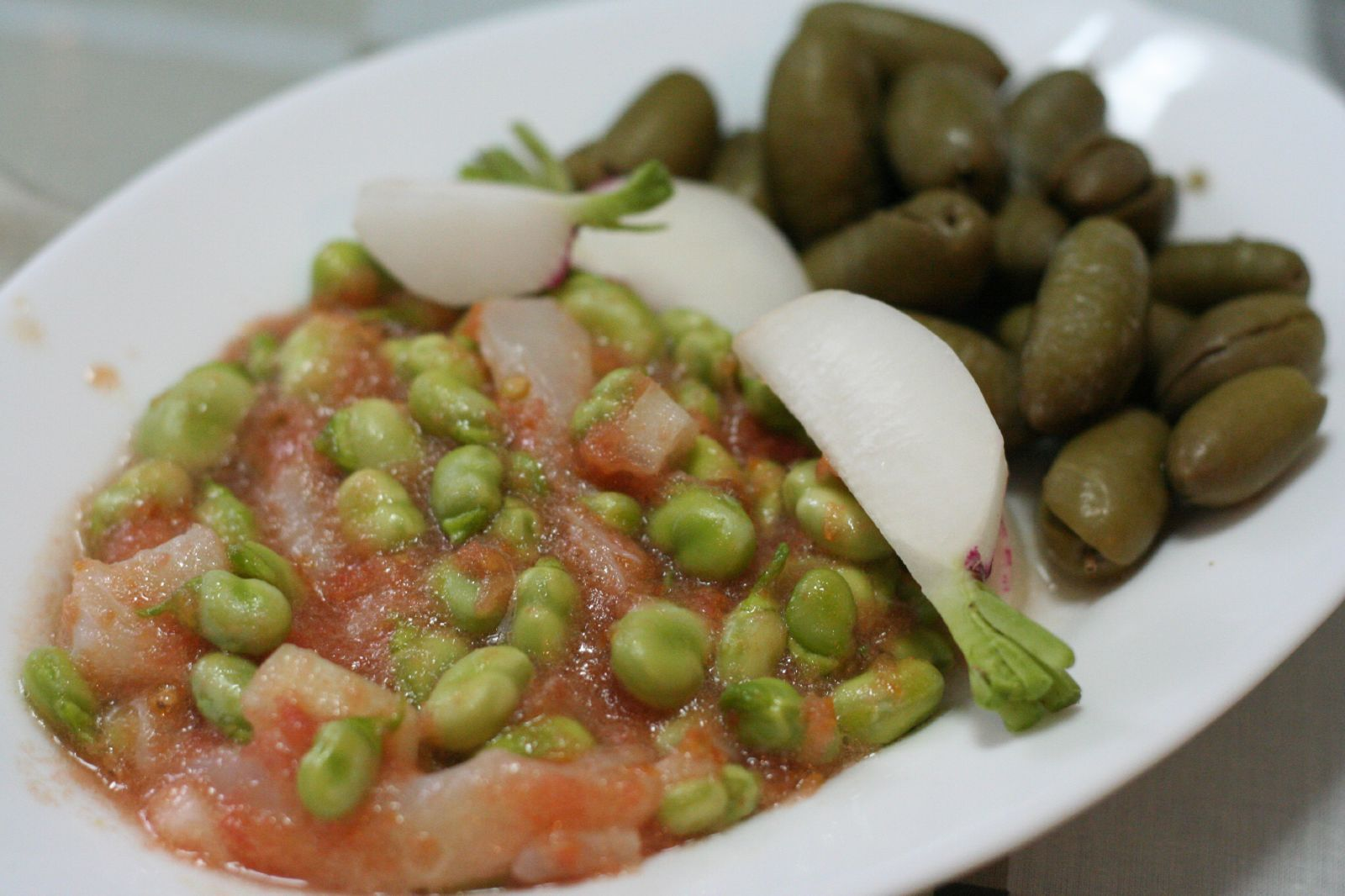
Habas con tomate, bacalao, rábanos y aceituna

Se trata de la gastronomía tradicional de Jaén basada en la cercanía de los productos que se obtienen. La variedad de aceituna picual es la más producida en el parque y la D.O. Aceite Sierra Mágina es la más extensa de Europa. En los locales de restauración se encuentra muy arraigada la cultura de la tapa. El cultivo tradicional del almendro da lugar la repostería muy conocida la de Albanchez, que emplea la almendra. Se puede encontrar guisos cuya base es la cabra blanca andaluza y la oveja montesina de la zona. A finales de primavera se recogen y ponen en los mercados los cerezas de Torres. Se pueden aprovechar los productos de las huertas de temporada y los higos, granadas, uvas, nueces, melocotones y albaricoques que se producen en las tierras fértiles del parque natural. 

### Artesanía
El principal producto es la artesanía el esparto contando con el Museo de Jódar para su divulgación. Antaño empleada para cuerdas, cestos, capachos etc y en la actualidad para las sombrillas de playa que se observan en el litoral mediterráneo y objetos decorativos.

### Leyendas populares
El fenómeno paranormal de las caras de Bélmez es la referencia más clara y actual del componente mágico de la comarca. El curanderismo en Noalejo, las cabañuelas para la predicción del tiempo, las fiestas de las hogueras como San Antón, San Blas y San Juan, la costumbre de tapar las cerraduras con las gachas de la Noche de Difuntos para que no entren los espíritus o las referencias al ser mitológico juancaballo son reminiscencias de antiguos rituales de origen incierto y expresiones de la memoria colectiva popular.

## Infraestructuras y servicios

### Carreteras
Para comunicar las diferentes poblaciones del parque se encuentran las carreteras A-324, A-401, A-320, JA-3206 y JA-3203. Los ejes principales norte sur que transcurren en las inmediaciones del parque son la A-44 y la A-401. 

### Equipamiento del parque natural

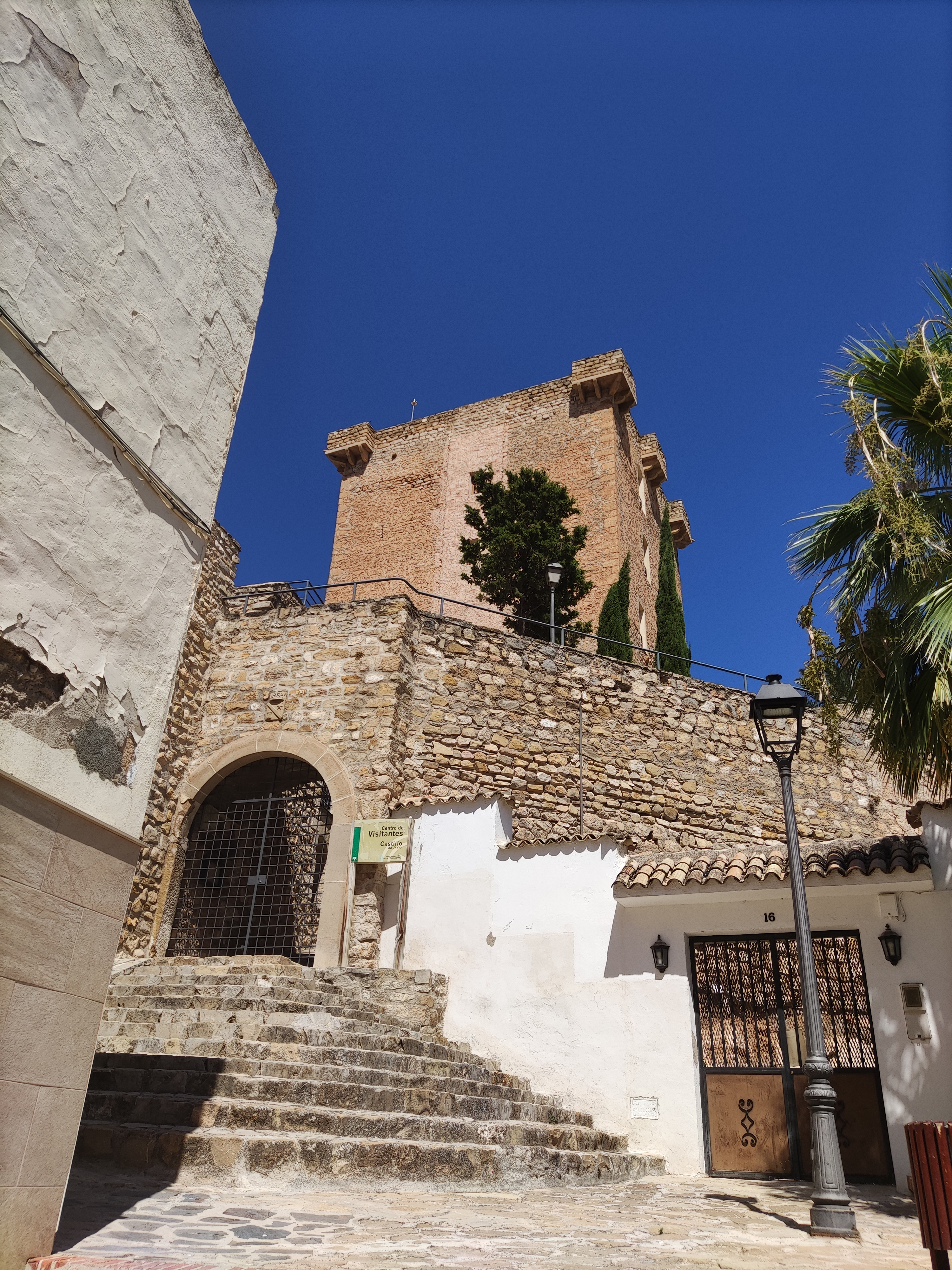
Centro de visitantes parque natural Sierra Mágina Castillo de Jódar

Para información sobre el parque natural e interpretación de la biodiversidad cuenta con el Centro de Visitantes Mata Bejid en Cambil, punto de información Castillo de Jimena.